# Église Saint-Julien de Saint-Julien-de-l'Escap
L'église Saint-Julien est une église située à Saint-Julien-de-l'Escap, dans le département français de la Charente-Maritime en région Nouvelle-Aquitaine.

## Historique
L'église est inscrite au titre des monuments historiques par arrêté du 22 août 1949.

## Galerie

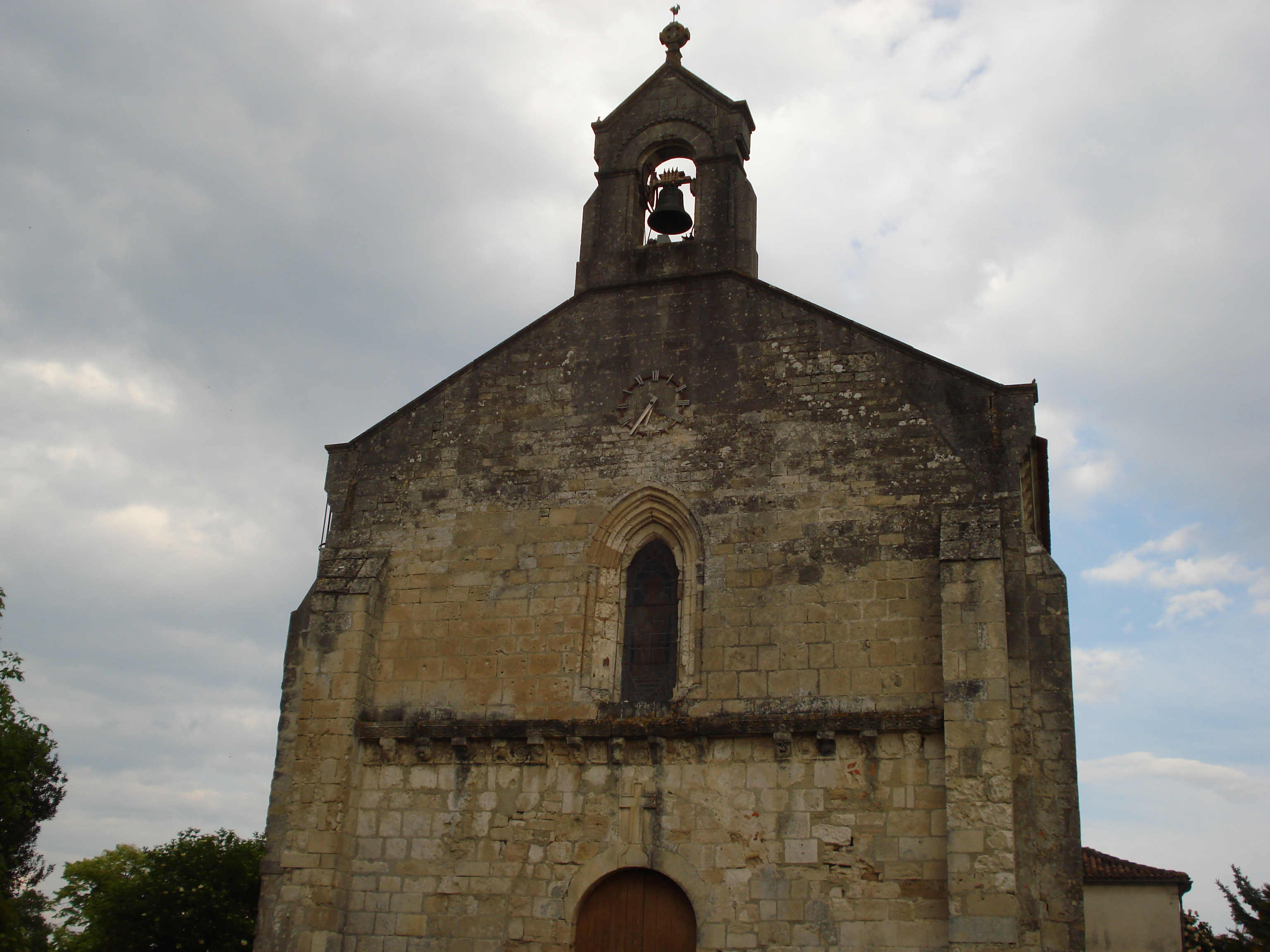
Façade du porche d'entrée, ses contreforts et le clocher
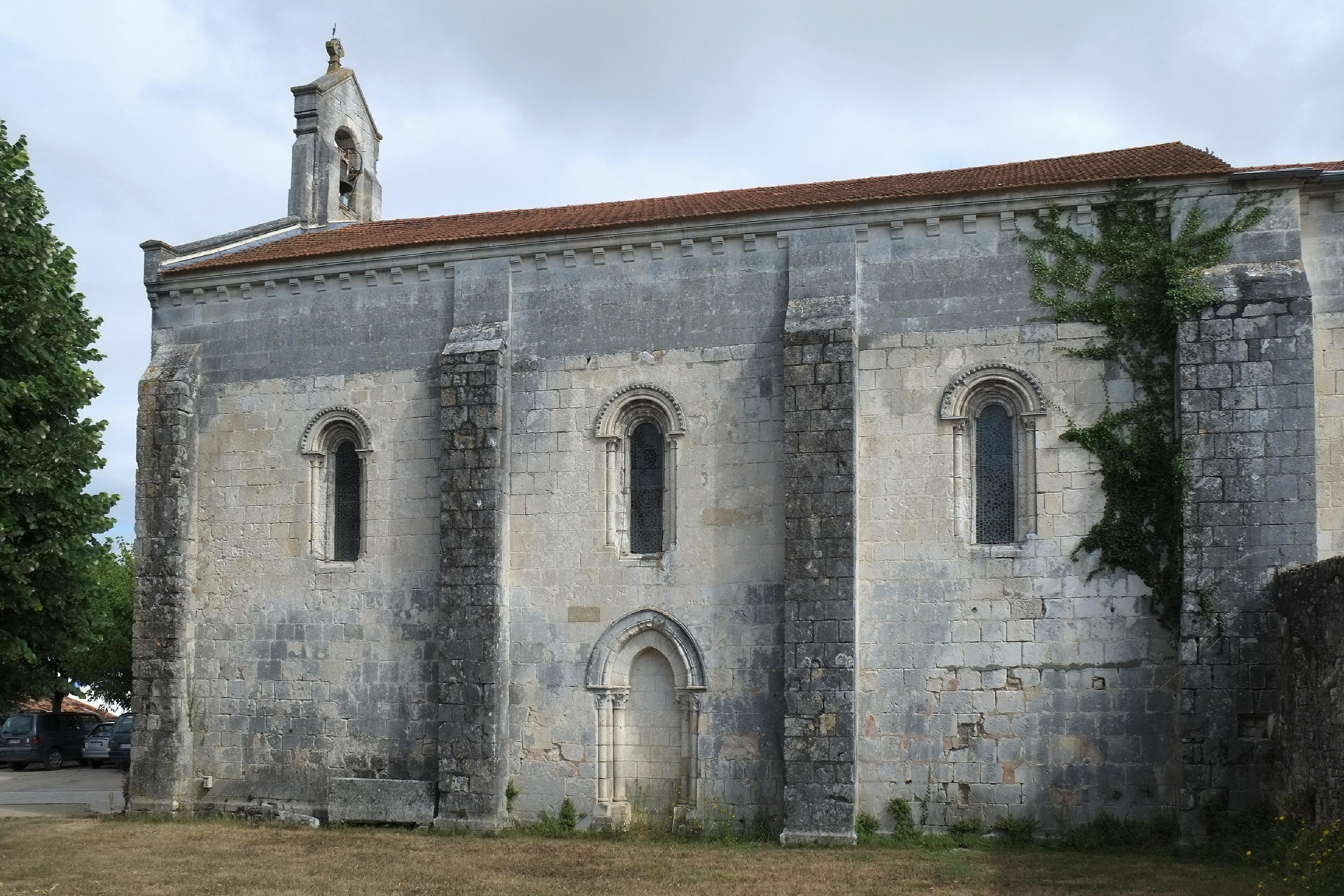
Façade latérale et ses contreforts